# Liste des Premiers ministres de Madagascar
Pour un article plus général, voir Premier ministre de Madagascar.
Cette page dresse la liste des Premiers ministres de Madagascar par ordre chronologique depuis le XIXe siècle.
Le Premier ministre de la République de Madagascar est le chef du gouvernement de Madagascar. Le titulaire du poste choisit les autres membres de son gouvernement et préside le Conseil du gouvernement.

## Liste des Premiers ministres

### Royaume merina
| № | Portrait | Nom                               | Début mandat    | Fin mandat      | Durée                     |
| - | -------- | --------------------------------- | --------------- | --------------- | ------------------------- |
| 1 |          | Andriamihaja (–1833)              | 1828            | 1833            | 5 ans                     |
| 2 |          | Rainiharo (–1852)                 | 1833            | 10 février 1852 | 19 ans                    |
| 3 |          | Rainivoninahitriniony (1821–1869) | 10 février 1852 | 14 juillet 1864 | 12 ans, 5 mois et 4 jours |
| 4 |          | Rainilaiarivony (1828–1896)       | 14 juillet 1864 | 14 octobre 1895 | 31 ans et 3 mois          |
| 5 |          | Rainitsimbazafy                   | 15 octobre 1895 | Septembre 1896  | 11 mois                   |
| 6 |          | Rasanjy (1851–1918)               | Septembre 1896  | Février 1897    | 5 mois                    |

### Colonie de Madagascar
| № | Portrait | Nom                             | Début mandat | Fin mandat      | Durée                    | Parti politique |
| - | -------- | ------------------------------- | ------------ | --------------- | ------------------------ | --------------- |
| 7 |          | Philibert Tsiranana (1912–1978) | 27 mai 1957  | 14 octobre 1958 | 1 an, 4 mois et 17 jours | PSD             |

### Régime républicain

#### IreRépublique
La République malgache fut marquée par un régime présidentiel dans lequel le président de la République concentre les fonctions de chef de l'État et du gouvernement.
| № | Portrait | Nom                             | Début mandat | Fin mandat                 | Durée                     | Parti politique |
| - | -------- | ------------------------------- | ------------ | -------------------------- | ------------------------- | --------------- |
| 8 |          | Gabriel Ramanantsoa (1906–1979) | 18 mai 1972  | 5 février 1975 Démissionne | 2 ans, 8 mois et 18 jours | Militaire       |

#### IIeRépublique
| №  | Portrait | Nom                             | Début mandat    | Fin mandat      | Durée                      | Parti politique |
| -- | -------- | ------------------------------- | --------------- | --------------- | -------------------------- | --------------- |
| 9  |          | Joël Rakotomalala (1929–1976)   | 11 janvier 1976 | 30 juillet 1976 | 6 mois et 19 jours         | Arema           |
| 10 |          | Justin Rakotoniaina (1933–2001) | 12 août 1976    | 1er août 1977   | 11 mois et 20 jours        | Arema           |
| 11 |          | Désiré Rakotoarijaona (b. 1934) | 1er août 1977   | 12 février 1988 | 10 ans, 6 mois et 11 jours | Militaire       |
| 12 |          | Victor Ramahatra (b. 1945)      | 12 février 1988 | 8 août 1991     | 3 ans, 5 mois et 27 jours  | Militaire       |
| 13 |          | Guy Razanamasy (1928–2011)      | 8 août 1991     | 19 août 1992    | 1 an et 11 jours           | Arema           |

#### IIIeRépublique
| №  | Portrait | Nom                               | Début mandat     | Fin mandat       | Durée                      | Parti politique    |
| -- | -------- | --------------------------------- | ---------------- | ---------------- | -------------------------- | ------------------ |
| -  |          | Guy Razanamasy (1928-2011)        | 19 août 1992     | 10 août 1993     | 11 mois et 22 jours        | Iarivo Mandroso    |
| 14 |          | Francisque Ravony (1942-2003)     | 10 août 1993     | 30 octobre 1995  | 2 ans, 2 mois et 20 jours  | CSDDM              |
| 15 |          | Emmanuel Rakotovahiny (1938-2020) | 30 octobre 1995  | 5 juin 1996      | 7 mois et 6 jours          | UNDD               |
| 16 |          | Norbert Ratsirahonana (1938)      | 5 juin 1996      | 21 février 1997  | 8 mois et 16 jours         | AVI                |
| 17 |          | Pascal Rakotomavo (1934-2010)     | 21 février 1997  | 23 juillet 1998  | 1 an, 5 mois et 2 jours    | Arema              |
| 18 |          | Tantely Andrianarivo (1954-2023)  | 23 juillet 1998  | 26 février 2002  | 3 ans, 7 mois et 3 jours   | Arema              |
| 19 |          | Jacques Sylla (1946-2009)         | 26 février 2002  | 20 janvier 2007  | 4 ans, 10 mois et 25 jours | Indépendent        |
| 20 |          | Charles Rabemananjara (1947)      | 20 janvier 2007  | 17 mars 2009     | 2 ans, 1 mois et 25 jours  | Militaire          |
| 21 |          | Roindefo Monja (1965)             | 17 mars 2009     | 10 octobre 2009  | 6 mois et 23 jours         | Monima             |
| 22 |          | Eugène Mangalaza (1950)           | 10 octobre 2009  | 18 décembre 2009 | 2 mois et 8 jours          | Mouvance Ratsiraka |
| -  |          | Cécile Manorohanta (NC)           | 18 décembre 2009 | 20 décembre 2009 | 2 jours                    | TGV                |

#### IVeRépublique
| №  | Portrait | Nom                                    | Début mandat     | Fin mandat      | Durée                     | Parti politique      |
| -- | -------- | -------------------------------------- | ---------------- | --------------- | ------------------------- | -------------------- |
| 23 |          | Albert-Camille Vital (1952)            | 20 décembre 2009 | 2 novembre 2011 | 1 an, 10 mois et 13 jours | Militaire - TGV      |
| 24 |          | Jean-Omer Beriziky (1950)              | 2 novembre 2011  | 16 avril 2014   | 2 ans, 5 mois et 14 jours | Mouvance Albert Zafy |
| 25 |          | Roger Kolo (1943)                      | 16 avril 2014    | 12 janvier 2015 | 8 mois et 27 jours        | HVM                  |
| 26 |          | Jean Ravelonarivo (1959)               | 14 janvier 2015  | 8 avril 2016    | 1 an, 2 mois et 25 jours  | Militaire - HVM      |
| 27 |          | Olivier Mahafaly Solonandrasana (1964) | 10 avril 2016    | 4 juin 2018     | 2 ans, 1 mois et 25 jours | HVM                  |
| 28 |          | Christian Ntsay (1961)                 | 4 juin 2018      | en fonction     | 7 ans                     | Sans parti/IRMAR     |

Partis politiques
- Arema : Association pour la renaissance de Madagascar, (Antokin'ny Revolisiona Malagasy), Andry sy Rihana Enti-Manavotra an'i Madagasikara, en français : « avant-garde de la Révolution malgache »
- AVI : Asa Vita no Ifampitsarana, en français : « Parti Jugé pour ton travail », Akaiky ny Vahoaka Indrindra, en français : « Parti le plus proche du Peuple ».
- CSDDM : Comité de soutien pour la démocratie et le développement à Madagascar
- PSD : Parti social-démocrate
- TIM : Tiako I Madagasikara, en français : « J'aime Madagascar »
- TGV : Tanora malaGasy Vonona, en français : « Jeunes Malgaches déterminés »
- IRMAR: Isika Rehetra Miaraka @ Andry Rajoelina, en français : « Nous tous, ensemble avec Andry Rajoelina »
- UNDD : Union nationale pour la démocratie et le développement
- HVM : Hery Vaovao ho an'i Madagasikara, en français : « Force nouvelle pour Madagascar »